# Campyloneurum ophiocaulon
Campyloneurum ophiocaulon là một loài thực vật có mạch trong họ Polypodiaceae. Loài này được (Klotzsch) Fée miêu tả khoa học đầu tiên năm 1852.